# Fantomatiquement vôtre, signé Scoubidou
Scooby-Doo,
où es tu ? Scoubidou Show
Fantomatiquement vôtre, signé Scoubidou ou Les Grandes Rencontres de Scooby-Doo (The New Scooby-Doo Movies) est une série télévisée d'animation américaine en 24 épisodes de 40 minutes, créée par Joe Ruby, Ken Spears et Sander Schwartz et diffusée entre le 9 septembre 1972 et le 27 octobre 1973 sur le réseau CBS.
En France, la série a été diffusée sur TF1 dans l'émission Les Visiteurs du mercredi, puis en avril 1981 dans Croque-vacances. Rediffusion à partir de 1991 dans Hanna-Barbera Dingue Dong sur Antenne 2 et sur France 3 dans le Scooby-Gang (émission de télévision) du 30 décembre 2006 au 16 juin 2007 puis dans Toowam en 2007 et 2009, dans Ludo (émission de télévision) en 2009 et 2011 et enfin dans Bunny Tonic du 15 novembre 2009 au 6 février 2011.
C'est la deuxième série avec Scooby-Doo. Elle est précédée de Scooby-Doo, où es tu ? et suivie de Scooby-Doo Show.

## Synopsis
Cette nouvelle série a la particularité de faire intervenir des invités de marque (Don Knotts, la Famille Addams, les Harlem Globetrotters... prêtant leur voix au doublage de leur personnage), qui aident le gang à résoudre les énigmes.

## Fiche technique
- Titre original : The New Scooby-Doo Movies
- Titre français : Fantomatiquement vôtre, signé Scoubidou ; Scoubidou (rediffusion) ; Les Grandes Rencontres de Scooby-Doo (DVD)
- Création : Joe Ruby, Ken Spears et Sander Schwartz
- Nombre d'épisodes : 24
- Durée : 40 min.
- Dates de première diffusion :  États-Unis : 9 septembre 1972 ;  France : ?

## Distribution

### Voix originales
- Don Messick : Scooby-Doo
- Casey Kasem : Sammy (Shaggy en VO)
- Frank Welker : Fred
- Nicole Jaffe : Véra (Velma en VO)
- Heather North : Daphné

### Voix françaises
- Jacques Deschamps puis Jacques Torrens : Scooby-Doo
- Francis Lax : Sammy
- Bernard Murat : Fred
- Laurence Badie : Véra
- Claude Chantal : Daphné

### Autres voix françaises
Certaines scènes n'avaient pas été doublées dans les années 70. Elles l'ont été au début des années 2000, avec les voix récentes.
- Éric Missoffe : Sammy Rogers et Scooby-Doo
- Mathias Kozlowski : Fred Jones
- Caroline Pascal : Véra Dinkley
- Joëlle Guigui : Daphné Blake

## Production
À la suite du succès de la série Scooby-Doo (1969-1970), CBS propose à Hanna-Barbera d'en produire une nouvelle. En 1972, un programme d'une heure intitulé The New Scooby-Doo Movies est diffusé. Chaque épisode accueille une ou plusieurs guest stars qui aident l'équipe à résoudre les mystères. Parmi les plus notables, on peut citer les Harlem Globetrotters, les trois Stooges, Don Knotts, Batman et Robin... Un nouveau générique est composé par Hoyt Curtin. Après deux saisons et 24 épisodes de 1972 à 1974, la série déménage sur ABC en 1976 où elle est rediffusée parallèlement à de nouveaux épisodes du Scooby-Doo Show.

## Sorties vidéos
Une compilation de 16 épisodes (sur 24) est disponible en DVD zone 1 en VO, avec sous-titres français. Ce coffret est aussi sorti en VF mais seulement en Belgique.
2019 : Un coffret est vendu sous le titre de "La collection presque complète"
2 episodes ont été regroupés dans un DVD titulé "Scoubidou et les Harlem Globbetrotters"
Seul l'épisode 3 de la saison 1 n'a pu être édité pour cause de droit d'auteur, "Mercredi est manquant" avec la famille Adams.